# Miss Bolivia 2022
Miss Bolivia 2022 fue la 43.ª edición de Miss Bolivia. Se llevó a cabo el 16 de julio de 2022 en Santa Cruz de la Sierra. 24 candidatas compitieron por el título. Al final del evento, Nahemi Uequin, Miss Bolivia 2021, de Santa Cruz coronó a Fernanda Pavisic, de Cochabamba, como su sucesora. Pero 5 meses después, esta fue destituida del título y se designó a Camila Sanabria de Santa Cruz como Miss Bolivia Universo 2022. Camila Sanabria representó a su país en Miss Universo 2022.

## Resultados
| TÍTULO/POSICION                                                                             | Departamento/Candidata                                        |
| Miss Bolivia Universo 2022                                                                  | - Miss Cochabamba - María Fernanda Pavisic Rojas (Destituida) |
| Miss Bolivia Universo 2022 Miss Grand Bolivia 2022 Miss Supranacional Bolivia"22 (renunció) | - Miss Santa Cruz - María Camila Sanabria Pereyra (Asumió)    |
| Miss Bolivia Hispanoamericana 2022                                                          | - Miss Tarija - María Jesús Jiménez Caballé(Δ)                |
| Primera finalista                                                                           | - Miss Chuquisaca - Allisoon Ovando Rivas                     |
| Segunda finalista                                                                           | - Srta. Llanos Tropicales - Andrea Martínez Velásquez         |
| Tercera finalista                                                                           | - Miss La Paz - Adriana Salazar Jaramillo                     |
| Cuarta finalista                                                                            | - Srta. Santa Cruz - Lizzie Esmeralda Salvatierra Leaños      |
| Quinta finalista                                                                            | - Srta. Beni - Heidi Michelle Gómez Mitre                     |
| Sexta finalista Miss Bolivia Orb Internacional 2022 Miss Supranacional Bolivia 2023         | - Srta. Cochabamba - Sthepanie Terrazas Amusquivar            |
| Séptima finalista                                                                           | - Srta. Illimani - Madelen Ligia Yapur Selaes                 |

(Δ) Fue elegida por el voto del público en Internet

## Relevancia histórica de Miss Bolivia 2022
- Cochabamba gana la corona del Miss Bolivia por octava ocasión, después de 14 años al última vez fue en el 2008.
- Miss Santa Cruz, Miss Tarija, Srta. Santa Cruz y Miss Chuquisaca repiten clasificaciones a finalistas.
- Miss Santa Cruz gana la corona del Miss Bolivia Supranacional por primera vez
- Miss Tarija es la tercera vez que ostenta el título de Reina Hispanoamericana, las últimas fueron fueron designadas 2017 y 2020
- Miss Santa Cruz  clasifica a finalista por más de 30 años consecutivos.
- Miss Tarija  clasifica por séptimo año consecutivo.
- Miss Cochabamba clasifica por cuarto año consecutivo.
- Srta. Santa Cruz  clasifica por tercer año consecutivo y contando como clasificación en el 2019 MBM, por décimo año consecutivo
- Miss Chuquisaca   clasifica por segundo año consecutivo.
- Srta. Llanos Tropicales  hace su debut en el Miss Bolivia, logrando clasificar.
- Miss La Paz  clasificó por última ocasión en 2020.
- Srta. Cochabamba clasificó  por última ocasión en 2016.
- Srta. Beni clasificó por última ocasión en 2015.
- Srta. Illimani clasifica por primera vez en la historia del certamen.
- Por primera vez en la historia del Miss Bolivia se hace un Top 10 como cuadro de finalistas.

## Representaciones internacionales
| Candidata                             | Concurso internacional                     | País/Sede      | Resultados/Reconocimiento |
| - María Camila Sanabria Pereyra       | Miss Grand Internacional 2022              | Indonesia      | No clasificó              |
| - María Camila Sanabria Pereyra       | Miss Universo 2022                         | Estados Unidos | No clasificó              |
| - María Jesús Jiménez Caballé         | Reina Hispanoamericana 2022                | Bolivia        | No clasificó              |
| - María Jesús Jiménez Caballé         | World Miss University 2022                 | Corea del Sur  | No compitió               |
| - Sthepanie Terrazas Amusquivar       | Miss Orb Internacional 2022                | Costa Rica     | Top 10                    |
| - Sthepanie Terrazas Amusquivar       | Miss Supranacional 2023                    | Polonia        | No clasificó              |
| - Lizzie Esmeralda Salvatierra Leaños | Reinado Internacional de la Primavera 2022 | Perú           | No clasificó              |

## Títulos
| Títulos                              | Departamento             | Candidata            |
| Miss Solaris Sport                   | - Miss Cochabamaba       | - Fernanda Pavisic   |
| Embajadora Nueva Santa Cruz          | - Miss Santa Cruz        | - Camila Sanabria    |
| Miss Silueta Medical Center          | - Miss Santa Cruz        | - Camila Sanabria    |
| Miss Fotogénica Las Loritas          | - Miss Litoral           | - Nathalia Aguirre   |
| Top Model Kosi                       | - Miss Cochabamba        | - Fernanda Pavisic   |
| Embajadora Daewo                     | - Srta Cochabamba        | - Sthepanie Terrazas |
| Mejor Bronceado Farfalla             | - Miss Santa Cruz        | - Camila Sanabria    |
| Mejor Traje Típico                   | - Miss Oruro             | - Romina Jacobs      |
| Mejor Proyecto Belleza con Propósito | - Srta Chuquisaca        | - Alisson Ovando     |
| Miss Amistad y Simpatia              | - Miss Llanos Tropicales | - Rosa Ramírez       |

## Candidatas
24 candidatas compitieron por el título.
(En la tabla se utiliza su nombre completo, los sobrenombres van entrecomillados y los apellidos utilizados como nombre artístico, entre paréntesis; fuera de ella se utilizan sus nombres «artísticos» o simplificados).
| Candidata               | Nombre                              | Edad | Estatura        | Ciudad de Origen        |
| Miss Beni               | María Belén López Hurtado           | 19   | 1,78 m (5′ 10″) | Reyes                   |
| Srta. Beni              | Heidi Michelle Gómez Mitre          | 18   | 1,65 m (5′ 5″)  | Rurrenabaque            |
| Miss Chuquisaca         | Allisoon Rivas                      | 19   | 1,63 m (5′ 4″)  | Sucre                   |
| Srta. Chuquisaca        | Alisson Marcela Ovando Guzmán       | 23   | 1,70 m (5′ 7″)  | Villa Serrano           |
| Miss Cochabamba         | María Fernanda Pavisic Rojas        | 23   | 1,70 m (5′ 7″)  | Cochabamba              |
| Srta. Cochabamba        | Sthepanie Terrazas Amusquivar       | 26   | 1,73 m (5′ 8″)  | Cercado, Valle          |
| Miss Illimani           | María Fernanda Claros Méndez        | 23   | 1,65 m (5′ 5″)  | Ciudad de La Paz        |
| Srta Illimani           | Madelen Ligia Yapur Selaes          | 23   | 1,72 m (5′ 8″)  | Camargo                 |
| Miss La Paz             | Adriana Salazar Jaramillo           | 26   | 1,69 m (5′ 7″)  | Cochabamba              |
| Srta. La Paz            | Talitha Medina Miranda              | 22   | 1,70 m (5′ 7″)  | Ciudad de La Paz        |
| Miss Litoral            | Nathalia Estefany Aguírre Vilchez   | 27   | 1,75 m (5′ 9″)  | Santa Cruz de la Sierra |
| Srta. Litoral           | Yerline Hurtado Muñóz               | 19   | 1,66 m (5′ 5″)  | San Ignacio de Velasco  |
| Miss Llanos Tropicales  | Rosa Janeth Ramírez Velarde         | 23   | 1,78 m (5′ 10″) | San Borja               |
| Srta. Llanos Tropicales | Andrea Martínez Velásquez           | 22   | 1,74 m (5′ 9″)  | Guayaramerín            |
| Miss Oruro              | Nahir Romina Jacobs Flores          | 26   | 1,72 m (5′ 8″)  | Ciudad de Oruro         |
| Srta. Oruro             | Velka Montaño Mendoza               | 19   | 1,74 m (5′ 9″)  | Ciudad de Oruro         |
| Miss Pando              | Carol Beatriz Domínguez Alvez       | 25   | 1,68 m (5′ 6″)  | Cobija                  |
| Miss Potosí             | Ximena Maygua Venegas               | 24   | 1,60 m (5′ 3″)  | Tupiza                  |
| Srta. Potosí            | Vivian Alejandra Flores Vargas      | 21   | 1,72 m (5′ 8″)  | Potosí                  |
| Miss Santa Cruz         | María Camila Sanabria Pereyra       | 27   | 1,74 m (5′ 9″)  | Santa Cruz de la Sierra |
| Srta. Santa Cruz        | Lizzie Esmeralda Salvatierra Leaños | 22   | 1,71 m (5′ 7″)  | San Xavier de Velasco   |
| Miss Tarija             | María Jesús Jiménez Caballé         | 22   | 1,71 m (5′ 7″)  | Yacuiba                 |
| Srta. Tarija            | Thelma Laguna Vera                  | 22   | 1,73 m (5′ 8″)  | Cercado, Tarija         |
| Srta. Valle             | Paola Andrea García Choque          | 26   | 1,77 m (5′ 10″) | Cochabamba              |

### Retiros
- Camila Fernanda Cáceres Sagarnaga (Miss Valle)  pese a figurar como candidata oficial, no competirá por razones desconocidas.

### Designaciones
- Carol Domínguez (Miss Pando) fue designada de manera directa por la organización pandina Promociones Amazónicas.

- María Jesús Jiménez (Miss Tarija) y Thelma Laguna (Srta. Tarija) fueron seleccionadas de manera interna por su organización departamental.

## Misses que no participaron en el 2022
Candidatas que fueron elegidas en sus concursos departamentales pero en la edición del Miss Bolivia no participaran del concurso.
| Candidata           | Nombre            | Edad | Estatura    | Ciudad de Origen |
| Miss Altiplano      | Jeissel Zapata    | 24   | 1,64        | Oruro            |
| Miss Capital        | Paola Ortiz       | 20   | 1,72        | Monteagudo       |
| Miss Villa Imperial | Mishell Villaroel | 25   | 1,73 metros | Llallagua        |